# Pobreški brod
Pobreški brod (tudi: Meljski brod) je nekdanji brod na reki Dravi v Mariboru.
Pobreški brod je pred drugo svetovno vojno vozil čez Dravo med Pobrežjem in Meljem. Na meljski strani je imel privez na lokaciji, kjer je danes čez cesto ob rečnem bregu glavni vhod v industrijski obrat Mariborska livarna Maribor. Vsakodnevno so ga uporabljali delavci, ki so stanovali na pobreški strani, delali pa v tovarnah v Melju. Prevoz z brodom jim je skrajšal čas, potreben za prečkanje reke, podobno kot ga je Studenška brv za delavce, ki so živeli na Studencih. 
Brod je pozneje nadomestil Meljski most.

## Vir
- Maksimiljan Fras, Mariborski župan dr. Alojzij Juvan in njegov čas, Maribor, 2013. (COBISS)